# Yoh Asakura
Yoh Asakura (jap. 麻倉葉 Asakura Yō; ur. 12 maja 1985 w Izumo, prefektura Shimane) – fikcyjna postać z mangi oraz anime Król szamanów.

## Rodzina
Klan Asakurów posiada bardzo stare i szanowane, bo sięgające ponad tysiąc lat, tradycje szamańskie. Był więc świadkiem, a nawet aktywnym uczestnikiem dwóch poprzednich Turniejów. W okresie bezpośrednio poprzedzającym kolejny turniej na nowo narodzone dziecko spada brzemię wzięcia w nim udziału. Yoh jest więc zgodnie z wolą swych przodków przeznaczony do udziału w tym turnieju i objęcia korony Króla szamanów, dlatego też rozpoczyna on w wieku czterech lat trening mający go do tego przygotować.
Miejscem narodzenia Yoh jest posiadłość klanu Asakurów, gdzie spędził również pierwsze lata życia. Urodził się jako bliźniak Hao dzieląc z nim duszę. Jako taki jest autonomiczną osobą, jednakże jego dusza stanowi część duszy Hao, który będąc przodkiem rodziny Asakurów, zapragnął się w niej zreinkarnować. Trudno określić, czy ojcem obydwu jest Mikihisa, który miałby w ten sposób dać ciało (a nawet dwa) duszy Hao. Matką bliźniaków jest żona Mikihisy – Keiko Asakura, seniorem rodu, a zarazem dziadkiem bohatera, jest Yohmei, którego żoną jest itako Kino.

## Trening
W dzieciństwie podstawowy trening przebiega pod okiem dziadka. Jednakże nieustanne obcowanie z duchami oraz swoistą zamkniętość Asakurów na współczesny świat pozbawiony duchowości powoduje, że mały Yoh nie ma przyjaciół i z wiekiem coraz bardziej szuka ukojenia w świecie muzyki (jako czteroletnie dziecko zdradza dziadkowi, że marzy mu się nie bycie królem szamanów, a rocka).
Jako nastolatek udaje się na miejsce zgłoszeń do kolejnego Turnieju Szamanów – Tokio. Początkowa beztroska zostaje przytemperowana przez Annę, która szybko wprowadza rygor (prawdopodobnie zostaje przysłana przez rodzinę znającą charakter Yoh). Mimo prób jego unikania, trening obejmuje zarówno ćwiczenia fizyczne jak i duchowe wraz z partnerującym mu duchem-stróżem – Amidamaru.

## Charakter
Z początku samotność, którą zmuszony był wybrać (aby nie uznano go za niepoczytalnego) oraz nieobecny wzrok powoduje, iż wydaje się postacią nudną i bez wyrazu. Jednakże ten znudzony wyraz twarzy pozwala mu na wyjątkowo skuteczne wtopienie się w zabiegane otoczenie i oddanie się słuchaniu muzyki (nie rozstaje się ze słuchawkami) lub opiece Morfeusza.
Ogólnie jest zwykle spokojny i beztroski, chwilami wręcz melancholijny, co wielu odbiera wręcz jako lenistwo (wielu z jego przyjaciół uważa, że nie ma drugiego szamana o tak biernym usposobieniu). Z czasem jednak, gdy przybywa mu przyjaciół, na wierzch wychodzi inna strona jego natury – poświęcenie, lojalność oraz troska o innych. Duże poczucie humoru pomaga mu w rozwiązywaniu konfliktów między jego przyjaciółmi (sam właściwie jest bezkonfliktowy). Często daje do zrozumienia, że przyjaźń jest najważniejsza.Poświęci nawet swoje życie po to by uratować przyjaciół. W jednym z pierwszych odcinków 2 serii gdy Layserg zaatakował Treya Yoh bo był  natychmiast go zatrzymał. Jego oczy miały wyraz wściekłości. Natychmiast zaatakował Layserga i zatrzymał go.Kazał mu się później tłumaczyć.
Okazuje się, iż jest wyjątkowo spostrzegawczy, a jego uprzednie wyalienowanie spowodowało, iż dysponuje on dużą wiedzą z zakresu zachowań ludzkich oraz niezwykłą, jak na wiek, mądrością i inteligencją. W przeciwieństwie do innych szamanów motywacją Yoh do wzięcia udziału w Turnieju nie jest chęć dominacji, naprawy świata, czy inny bardziej lub mniej szlachetny cel, lecz chęć „wiedzenia łatwego życia” (ang. to live easy life). Cel, który sobie postawił pozwala mu na dawanie z siebie wszystkiego bez żadnego obciążenia psychicznego (co jest problemem sporej części szamanów). Z kolei spokój, który zachowuje właściwie w każdej sytuacji, pozwala mu na jej poprawną ocenę i wybór najdogodniejszej opcji.
Wychodzi z założenia, że duchy mogą widzieć wyłącznie ludzie o czystym sercu i szczerych intencjach. Mimo że sam pasuje do tej teorii jak ulał, to jednak istnieją i źli szamani. Jego mottem życiowym jest to, iż w każdym drzemie dobro i wszystko co należy robić, starać się zrozumieć powody postępowania innych. Uważa, że każdy jest w stanie się zmienić, trzeba tylko dać mu szansę, co też czyni w stosunku do każdego, kogo spotyka. Wtedy właśnie najczęściej objawia się jego wyrozumiałość, troska, szczerość i zaufanie, które rozbrajają wręcz wszystkich, z którymi Yoh miał do czynienia.
Mocno wierzy w przyjaźń człowieka i ducha. Choć przy innych z twarzy prawie nigdy nie znika mu uśmiech, to gdy jednak stawką jest los jego najbliższych, potrafi wykazać się determinacją; gdyby zaszła taka potrzeba, prawdopodobnie nie wahałby się położyć na szali własnego życia.

## Wygląd
Yoh mierzy około 160 cm, co jest normą w jego wieku, jest szczupły, choć wydaje się być nawet za chudy. Posiada duże czarne oczy i dość długie (jak na chłopaka) brązowe włosy z grzywką opadającą po obu stronach czoła (stanowi ona poniekąd wyróżnik klanu Asakurów).
W anime ubrany jest zwykle w ciemnozielone spodnie o kilkakrotnie zawiniętych nogawkach, białą koszulę, zazwyczaj rozpiętą do połowy lub całkowicie, albo zwykle białą koszulkę. Właściwie nie widziano go w innych butach niż sandały. W dalszej części serialu częściej nosi czarny uniform bojowy z pomarańczowymi wykończeniami wykonany w całości przez Annę (na wzór uniformu treningowego noszonego przez niego w wieku sześciu lat).
W mandze jego ubiór jest trochę bardziej urozmaicony: ubrania młodzieżowe zawierają często motyw konopi (w nawiązaniu do imienia i nazwiska; zrezygnowano z niego w amerykańskiej wersji anime, gdzie usunięto wszelkie inne japońskie inskrypcje na ubraniach).
Do szkoły, zgodnie z japońskimi przepisami, zakłada czarny krawat oraz marynarkę, jednak nie rezygnuje z „luzu” w ubiorze (rozpięta koszula).
Z racji swego muzycznego hobby nie rozstaje się ze swoimi pomarańczowymi słuchawkami, których właściwie nigdy nie zdejmuje. Innym wartym wymienienia drobiazgiem jest naszyjnik z pazurów niedźwiedzia otrzymany od Matamune.

## Anna Kyouyama
Mimo młodego wieku obojga, Anna Kyouyama jest narzeczoną Yoh. Yoh poznał ją w Osorezan, gdzie udał się w wieku 10 lat wraz z Matamune (mającym mu pomóc w nawiązaniu kontaktu z płcią przeciwną). Yoh pomógł jej uporać się z męczącą umiejętnością reishi (Właściwie, to dziewczyna traci ją, gdy chłopak pokonuje oo-oni)
Mimo iż małżeństwo było zaplanowane, Yoh zakochuje się w Annie od pierwszego wejrzenia, co ta z racji posiadanych umiejętności doskonale wyczuwa. Jednakże ból i cierpienie, które ją otaczają nie pozwalają się jej otworzyć na jego szczere intencje wobec niej. Gdy Yoh pomaga jej uwolnić się od dręczących ją materializujących się wokół niej duchów, a tym samym rozliczyć się z przeszłością, ta pełna wdzięczności postanawia mu pomóc w jego misji stania się Królem szamanów. Choć Anna wydaje się być bezdusznym automatem, który Yoh z niezrozumiałych względów toleruje, to fakty mówią same za siebie: Yoh nie zmienia swego wyboru, zaś Anna w pełni darzy go swym zaufaniem.
W anime przystosowanym do zachodniego odbiorcy nie wspomina się o zaplanowanym małżeństwie, a wzajemny wybór Anny i Yoh tłumaczony jest formą podziękowania przyjętą przez Annę, która miała go niegdyś uratować. Yoh miał wówczas powiedzieć, by prosiła o co tylko chce, on zaś postara się to życzenie spełnić. Oczywiście Anna przyjęła tę ofertę żądając pozycji „królowej szamanów” u jego boku, czyli de facto mariażu.